# Carboxysoom

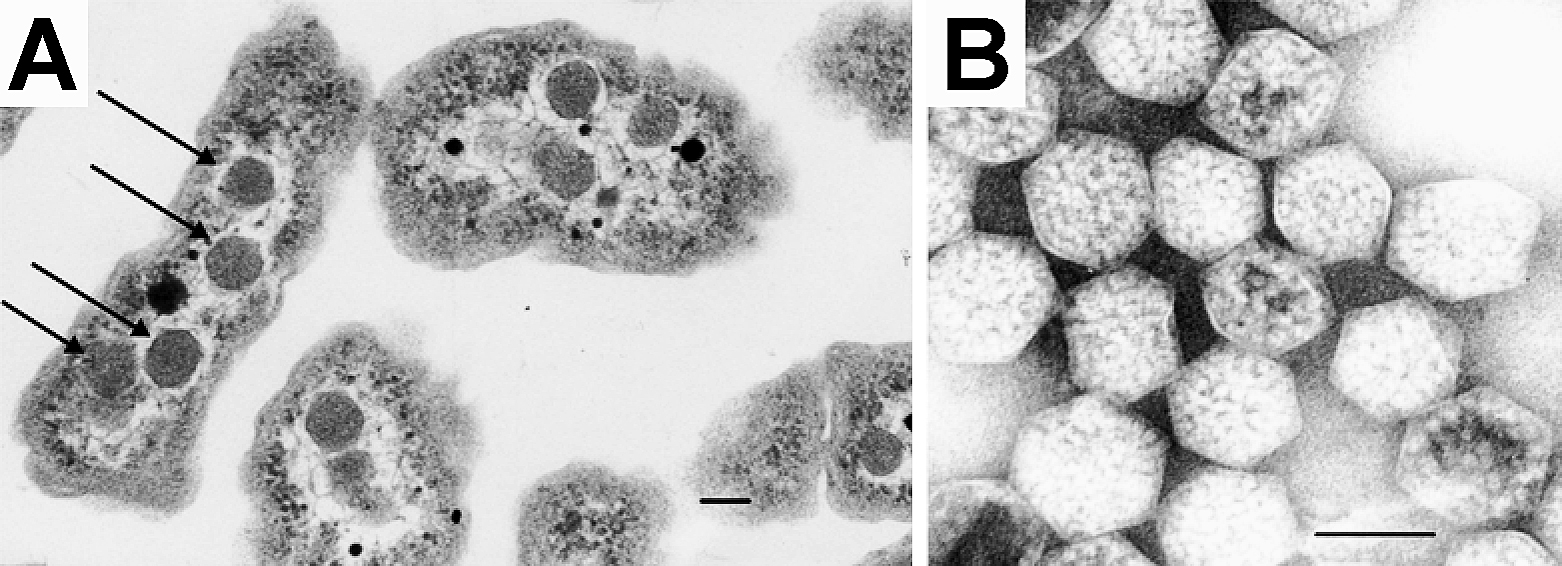
(A) Elektronenmicroscopische opname van Halothiobacillus neapolitanus, pijlen geven de carboxysomen aan.
(B) Opname van geïsoleerde carboyxsomen uit H. neapolitanus. Schaalbalk is 100 nm.

Een carboxysoom is een celcompartiment dat voorkomt in bepaalde bacteriën. Het is vrijwel volledig opgebouwd uit de enzymen rubisco en carboanhydrase: de belangrijkste enzymen van de calvincyclus. Men vermoedt dat carboxysomen geëvolueerd zijn als gevolg van de toename van de zuurstofconcentratie in de atmosfeer; dit komt omdat zuurstof een concurrerend substraat is voor koolstofdioxide in de calvincyclus.
Carboxysomen concentreren koolstofdioxide in het compartiment door middel van co-gelokaliseerde koolzuuranhydraseactiviteit (de vorming van koolstofdioxide uit het bicarbonaat, dat vervolgens het carboxysoom in diffundeert). Doordat het koolstofdioxide nauwer in de buurt van rubisco wordt gebracht, bindt er minder zuurstof aan het enzym en daarmee wordt fotorespiratie vermeden.